# Radek Ťoupal
Radek Ťoupal (* 16. August 1966 in Písek, Tschechoslowakei) ist ein ehemaliger tschechischer Eishockeyspieler. Sein jüngerer Bruder Kamil Ťoupal ist ebenfalls ein professioneller Eishockeyspieler. 

## Karriere
Radek Ťoupal begann seine Karriere als Eishockeyspieler bei TJ Motor České Budějovice, für dessen Seniorenmannschaft er zwischen 1982 und 1990 in der 1. Liga, der höchsten tschechoslowakischen Spielklasse, aktiv war. Zur Saison 1990/91 wechselte der Center innerhalb der 1. Liga zum HC Dukla Trenčín. Für Dukla erzielte er in 50 Hauptrundenspielen 22 Tore und 54 Vorlagen. Als Topscorer und bester Vorlagengeber der Liga wurde er in das All-Star-Team der höchsten tschechoslowakischen Spielklasse gewählt. Zur Saison 199/91 wurde er von HPK Hämeenlinna aus der finnischen SM-liiga verpflichtet. Mit der Mannschaft scheiterte er in der Saison 1992/93 erst im Meisterschaftsfinale. 
Die Saison 1993/94 verbrachte Ťoupal bei seinem Ex-Klub HC České Budějovice in der nach Teilung der Tschechoslowakei erstmals ausgetragenen tschechischen Extraliga. Die Saison 1994/95 begann er beim Sportbund DJK Rosenheim in der ebenfalls neu gegründeten Deutschen Eishockey Liga. Für die Bayern erzielte er in 20 Spielen 21 Scorerpunkte, davon sechs Tore, ehe er zur Saisonmitte wieder zum HC České Budějovice zurückkehrte. Bei seinem Stammverein war er von 1997 bis 1999 Mannschaftskapitän. Zuletzt lief der zweifache Olympiateilnehmer in der Saison 2000/01 für den Kapfenberger SV in der Österreichischen Bundesliga auf, ehe er seine Karriere im Alter von 35 Jahren beendete.
Seit seinem Karriereende betreibt Ťoupal eine Immobiliengesellschaft. Während der Saison 2003/04 kehrte er zum HC České Budějovice als Trainer zurück und betreute das Team in der Abstiegsrunde, konnte den Abstieg in die 1. Liga jedoch nicht verhindern. In der Saison 2005/06 betreute er eine Juniorenmannschaft des Vereins als Nachwuchstrainer.

### International
Für die Tschechoslowakei nahm Ťoupal an der U20-Junioren-Weltmeisterschaft 1986 teil. Zudem stand er im Aufgebot seines Landes bei der Weltmeisterschaft 1991 sowie den Olympischen Winterspielen 1992 in Albertville. Bei den Winterspielen 1992 gewann er mit seiner Mannschaft die Bronzemedaille. 
Für Tschechien nahm er an der Weltmeisterschaft 1993, bei der er mit seiner Mannschaft die Bronzemedaille gewann, sowie den Olympischen Winterspielen 1994 in Lillehammer teil. Insgesamt erzielte Ťoupalin 79 Länderspielen 13 Tore.

## Erfolge und Auszeichnungen
- 1991 All-Star Team der 1. Liga
- 1991 Topscorer der 1. Liga
- 1991 Bester Vorlagengeber der 1. Liga

### International
- 1984 Silbermedaille bei der U18-Junioren-Europameisterschaft
- 1992 Bronzemedaille bei den Olympischen Winterspielen
- 1993 Bronzemedaille bei der Weltmeisterschaft